# Siêu lạnh (nhiệt động lực học)
Siêu lạnh (tiếng Anh: Supercooling hoặc Undercooling) là quá trình giảm nhiệt độ của một chất lỏng hoặc khí đến nhiệt độ dưới điểm đông đặc của nó mà không chuyển thành thể rắn.

## Giải thích.
Một chất lỏng khi đạt đến nhiệt độ đông đặc tiêu chuẩn của nó, thì sẽ kết tinh khi nó có chứa một tinh thể hoặc hạt nhân mầm, để có thể hình thành cấu trúc tinh thể xung quanh các mầm này và hóa rắn. Nếu thiếu mầm, pha lỏng có thể xuống đến nhiệt độ mà tại đó tất cả các tinh thể mầm đồng loạt xuất hiện. Mầm đồng loạt có thể xuất hiện ở nhiệt độ chuyển dịch lỏng-rắn, nhưng nếu đến nhiệt độ này mà các mầm không đồng loạt xuất hiện, thì sẽ thành chất rắn vô định hình.
Nước thường đóng băng ở 273.15 K (0 °C hay 32 °F), nhưng nó có thể được làm "siêu lạnh" ở áp suất tiêu chuẩn xuống đến nhiệt độ mà các tinh thể mầm đồng loạt xuất hiện ở khoảng 224.8 K (−48.3 °C/−55 °F). Quá trình làm siêu lạnh này chỉ yêu cầu nước phải tinh khiết và không chứa các hạt nhân mầm, mà có thể thu được nước này từ quá trình thẩm thấu ngược, còn bản thân quá trình làm lạnh không yêu cầu kỹ thuật gì đặc biệt. Nếu nước được làm lạnh với tốc độ 106 K/s, có thể không làm xuất hiện các mầm tinh thể và nước sẽ trở thành băng trong suốt như thủy tinh (băng vô định hình; phi tinh thể). Nhiệt độ chuyển dịch lỏng-rắn này thấp hơn và khó xác định hơn, nhưng các nghiên cứu ước tính là vào khoảng 136 K (−137 °C/-215 °F). Nhiệt độ từ 231 K (−42 °C/−43.6 °F) đến 150 K (−123 °C/−189.4 °F) ở các thí nghiệm cho thấy chỉ có thể tạo thành băng dạng tinh thể.